# Kaldeisk-katolska kyrkan
Kaldeisk-katolska kyrkan (syriska: ܥܕܬܐ ܟܠܕܝܬܐ ܩܬܘܠܝܩܝܬܐ), eller kaldeiska kyrkan av Babylon, är en östlig katolsk självbestämmande delkyrka med säte i Bagdad, Irak, som står i full kyrkogemenskap med den romersk-katolska kyrkan under påvens ledning. Den tillämpar östlig rit och räknar omkring 2,5 miljoner medlemmar.
Geografiskt är kaldéerna bosatta i centrala Assyrien, på Nineveslätten, där ruinerna av de forntida assyriska huvudstäderna Nineve och Nimrud är belägna.
Omkring 1551-1553 övergick en grupp inom Österns assyriska kyrka till Katolska Kyrkan, och blev av den dåvarande påven Julius III omnämnda som kaldéer. Denna benämning är religiös (etnoreligiös) och syftar på Abrahams ursprung i Ur i Kaldéen (Första Mosebok). Man menar att de ur en religiös synvinkel är Abrahams söner vilkas ursprung var mesopotamisk, liksom dagens kaldéers.  
Till etniciteten är kaldéer assyrier, men kopplat till kyrkan förekommer en etno-religiös identitetsdiskussion. Somliga kaldéer gör anspråk på att vara assyrier, andra menar att kaldéerna ursprungligen var babylonier.

## Historia
Kaldeisk-katolska kyrkan har sitt ursprung i österns assyriska kyrka. På 1400-talet uppstod meningsskiljaktigheter då den assyriska kyrkan förklarade att enbart släktingar till den dåvarande patriarken Mar Simon IV kunde inneha patriarkämbetet. Missnöjet med denna ordning växte, och när en oerfaren pojke 1552 utsågs till patriark bröt sig en grupp ur kyrkan och utsåg en ny patriark, Mar Yohanan Soulaqa VIII, som påven i Rom erkände. 
Den assyriska kyrkan hade nu delats i två rivaliserande kyrkor med var sin patriark:   
En ärftligt utsedd patriark hade sitt huvudkvarter i Alqosh (i dagens norra Irak) och en påvligt utsedd patriark i Diyarbakir (i nuvarande östra Turkiet).    
En ny splittring ägde rum 1662, då en grupp under patriark Mar Shimun XIII Denha bröt med Rom och flyttade kyrkan till byn Qochanis i de turkiska bergen, varvid Rom utsåg en ny patriark i Diyarbakir. Denna kyrka kallas numera Kaldeisk-katolska kyrkan.  
1804 förenades denna med den första utbrytargruppen.
1830 blev gemenskapen med Rom fullständig, då Pius VIII erkände patriarkens värdighet med titeln "Patriark av kaldéernas Babylon".

## Identitet
Kaldeiska kristnas räknar sig ofta, etnoreligiöst i egenskap av anhängare av den kaldeisk-katolska kyrkan.  De har bosatt sig främst i Irak och Turkiet och till största delen talar de kaldeisk nyarameiska. Ett före detta Nestorianskt samfund, blev de återförenade med romersk-katolska kyrkan år 1553. Kaldeiska assyrier är inte direkt eller absolut relaterade till Nybabyloniska imperiets "Kaldéer", men namnet kaldéer gavs av katolska kyrkan på 1500-talet för att skilja åt dem från utövare från österns apostoliska och katolska assyriska kyrka (även känt som Nestorianska kyrkan, efter Nestorius). 
Det var den kaldeiska dynastin i det neo-babyloniska riket som i allians med mederna gjorde slut på det assyriska riket på 600-talet f.Kr. och som kom att ge namn åt delar av det gamla assyriska rikets område.
Geografiskt är kaldéerna bosatta i centrala Assyrien, på Nineveslätten, där ruinerna av de forntida assyriska huvudstäderna Nineve och Nimrud är belägna.

## Idag
Nuvarande patriark är Louis Raphael I Sako. Sedan omkring 1950 har patriarken sitt säte i Bagdad.
Kyrkan har kring 2,5 miljoner medlemmar, mestadels i Irak, Iran, Syrien, Libanon, Turkiet, Israel, Egypten, Frankrike, Georgien och USA. I Jordanien bor det fler än 500 000 kaldéer, av vilka majoriteten har flytt från Irak sedan utbrottet av kriget år 2003. I USA finns cirka 250 000 kaldéer med sju församlingar, varav 121 000 i Detroit och 50 000 i San Diego. Cirka 30 000 kaldéer bor i Australien, och fler än 38 000 i Kanada. Omkring 17 000 kaldéer är idag bosatta i Sverige. I Södertälje är antalet kaldéer omkring 6 000 personer och i Eskilstuna omkring 1 500 personer. De har ingen egen hierarki i landet utan är integrerade i Stockholms katolska stift under biskopen i Stockholm.
Under Saddam Husseins tid hade gruppen i Irak status som "skyddsfolk" och de åtnjöt relativt stor frihet. Saddam Husseins utrikesminister Tariq Aziz tillhörde till exempel kyrkan. Sedan Husseins fall har deras status försämrats avsevärt och många har flytt från Irak.